# Pandanus nosibicus
Pandanus nosibicus är en enhjärtbladig växtart som beskrevs av Huynh. Pandanus nosibicus ingår i släktet Pandanus och familjen Pandanaceae. Inga underarter finns listade.